# Tunis Challenger 1984
Il Tunis Challenger 1984 è stato un torneo di tennis facente parte della categoria ATP Challenger Series nell'ambito dell'ATP Challenger Series 1984. Il torneo si è giocato a Tunisi in Tunisia dal 26 marzo al 1º aprile 1984 su campi in terra rossa.

## Vincitori

### Singolare
Henrik Sundström ha battuto in finale  Thierry Tulasne con il punteggio di 6–1, 6–4

### Doppio
Ernie Fernandez /  Michael Mortensen hanno battuto in finale  Peter Elter /  Andreas Maurer con il punteggio di 6–3, 6–4